# Torneo Sudamericano de clasificación para la Copa Challenger de Voleibol Femenino 2018
El Torneo Sudamericano de clasificación para la Copa Challenger de Voleibol Femenino de 2018 es el certamen que definirá al equipo representante de la Confederación Sudamericana de Voleibol (CSV) en el play-off intercontinental de clasificación para la Copa Challenger de Voleibol Femenino 2018, instancia en la cual se enfrentará a un representante de la Confederación Africana de Voleibol (CAVB).
Este evento se lleva a cabo del 25 al 27 de mayo en la ciudad de Lima, capital del Perú.

## Equipos participantes
Tres selecciones, además del equipo anfitrión, confirmaron su participación en el torneo. En un inicio se tenía contemplada la participación de Ecuador, finalmente este país decidió no participar y fue reemplazado por Chile. 
- Chile
- Colombia
- Perú (Anfitrión)
- Venezuela

## Resultados
- Las horas indicadas corresponden al huso horario local del Perú: UTC-5.
- Sede: Coliseo Niño Héroe Manuel Bonilla.

### Grupo único
– Clasificado a la eliminatoria intercontinental.
|      |           | Partidos | Partidos | Partidos |      | Sets | Sets | Sets  | Puntos | Puntos | Puntos |
| Pos. | Equipo    | PJ       | PG       | PP       | Pts. | SG   | SP   | Ratio | PG     | PP     | Ratio  |
| ---- | --------- | -------- | -------- | -------- | ---- | ---- | ---- | ----- | ------ | ------ | ------ |
| 1    | Perú      | 3        | 3        | 0        | 9    | 9    | 1    | 9.000 | 249    | 167    | 1.491  |
| 2    | Colombia  | 3        | 2        | 1        | 6    | 7    | 3    | 2.333 | 223    | 175    | 1.274  |
| 3    | Chile     | 3        | 1        | 2        | 3    | 3    | 6    | 0.500 | 159    | 201    | 0.791  |
| 4    | Venezuela | 3        | 0        | 3        | 0    | 0    | 9    | 0.000 | 137    | 225    | 0.608  |

| Fecha      | Hora  | Equipo 1  | Res.  | Equipo 2  | Set 1 | Set 2 | Set 3 | Set 4 | Set 5 | Total   | Reporte |
| ---------- | ----- | --------- | ----- | --------- | ----- | ----- | ----- | ----- | ----- | ------- | ------- |
| 25 de mayo | 17:00 | Colombia  | 3 – 0 | Venezuela | 25-10 | 25-12 | 25-17 |       |       | 75 – 39 | Reporte |
| 25 de mayo | 19:00 | Perú      | 3 – 0 | Chile     | 25-15 | 25-19 | 25-13 |       |       | 75 – 47 | Reporte |
| 26 de mayo | 17:00 | Colombia  | 3 – 0 | Chile     | 25-12 | 25-10 | 25-15 |       |       | 75 – 37 | Reporte |
| 26 de mayo | 19:00 | Perú      | 3 – 0 | Venezuela | 25-16 | 25-12 | 25-19 |       |       | 75 – 47 | Reporte |
| 27 de mayo | 16:00 | Venezuela | 0 – 3 | Chile     | 16-25 | 21-25 | 14-25 |       |       | 51 – 75 | Reporte |
| 27 de mayo | 18:00 | Perú      | 3 – 1 | Colombia  | 24-26 | 25-13 | 25-12 | 25-22 |       | 99 – 73 | Reporte |